# Sam & Max Hit the Road
Sam & Max Hit the Road és un videojoc del gènere de l'aventura gràfica llançat per LucasArts en l'any 1993. És el novè joc que utilitza la interfície del motor SCUMM, encara que alhora és el primer que descarta la interfície clàssica de "Obrir, Tancar, Agafar, Usar..." de jocs precedents amb SCUMM, utilitzant un control exclusiu amb el punter del ratolí en forma d'icones que defineixen l'acció, que s'intercanvien amb el botó dret del ratolí.
Basat en els personatges del còmic Sam & Max: Freelance Police creat per Steve Purcell, segueix la història del duo de detectius (Sam & Max).

## Argument
Sam i Max són un gos i un conill, que es dediquen a combatre el crim amb dents i ungles sense importar-los gens ni mica el concepte de mesura humana (per a alguna cosa són animals). Mentre que Sam (el gos) representa el seny que tot bon detectiu ha de demostrar, Max (el conill) és un psicòpata sense escrúpols addicte a la violència gratuïta, que s'amaga sota una innocent aparença i que es burla de tot i tots, fins i tot del seu inseparable col·lega caní.
Els dos formen una inefable patrulla de policies freelance que resolen els més inversemblants casos convertint-se en herois eventuals adesiara. Un dia arriba al seu despatx una petició d'ajuda d'un "carnival" -fira- portada per dos germans siamesos: Pel que sembla la seva principal atracció, un ieti congelat, ha fugit deixant-los en una molt compromesa situació. Serà a partir d'aquest moment en el qual els dos policies es posin en un cas que transcendeix més enllà de l'allò aparent, involucrant-se en un perillós "arrevú" d'estupidesa, country, surrealisme i ecologia.

## Curiositats
En el joc, els tres dependents de les diverses botigues Snuckey's són en realitat versions de Bernard, protagonista de The Day of the Tentacle.